# Messua quadrinotata
Messua quadrinotata är en spindelart som först beskrevs av Pickard-Cambridge F. 1901.  Messua quadrinotata ingår i släktet Messua och familjen hoppspindlar. Inga underarter finns listade i Catalogue of Life.